# Gilles Gaignault
 (octobre 2023).
Gilles Gaignault est un journaliste français spécialiste du sport automobile, né le 13 février 1951 à Issoudun.
Il a été également porte-parole de la Fédération internationale du sport automobile (FISA) et fondateur de l'écurie de Formule 3000, le GDBA Motorsport,.
C'est un membre de la famille Gaignault.

## Biographie
Après avoir collaboré pour la rubrique sports mécaniques au Journal du Dimanche, Gilles Gaignault rejoint le quotidien sportif L’Equipe en 1975. De 1980 à mars 1984, il est grand reporter à l'ACP, l'agence centrale de presse,.
Commentateur, il devient également acteur du sport automobile. Il participe au Paris-Dakar 1979, pour sa première édition,  en tant que copilote de Christophe Neveu, le frère de Cyril Neveu. Il est même leader du classement général durant les douze premiers jours,. Il organise la première course de dragsters sur le circuit du Mans en 1980.
Il devient ensuite porte-parole de la Fédération Internationale de l'Automobile - chargé notamment de la presse sur les GP de F1,, et attaché de presse personnel du Président Jean Marie Balestre.
En 1986, il crée l'écurie de Formule 3000, GBDA Motorsport (Gaignault-Driot-Blanchet-Arnoux), avec Jean-Paul Driot (team manager), Pierre Blanchet (propriétaire de Blanchet Locatop). Il fait courir Paul Belmondo,. Installé dans les ateliers de Jean Rondeau, au Mans, il est aussi découvreur de talents en faisant courir les plus grands pilotes de la décennie 80/90, avec Olivier Grouillard ou Philippe Streiff,, (dont il fut manager)  qui iront en Formule 1, ou Michel Trollé en Formula 3000. Il aligne et engage David Hallyday en Championnat d'Europe GT3 au volant d'une Viper de l'écurie Pouchelon
Son écurie obtient deux titres de vice-championne internationale de Formule 3000 (pilote et équipe), trois victoires en Grand Prix, six pôles et quatre records du Tour. L’Ecurie GBDA s’aligne également souvent aux 24 Heures du Mans, parfois avec le Numéro 1 (Porsche en 1987 et Ferrari 333 SP en 1995) où elle fut, en 1994, la première aussi à aligner les fameuses Dofge Viper qui allaient y remporter des succès en GT.
Il apparaît dans son propre rôle dans l'album de Michel Vaillant F 3000 de Jean Graton,.
Il participe à un projet de circuit de Formule 1 à la Ferté-Gaucher, en Seine-et-Marne, dont l’inauguration a été faite le 12 mai 2011.
Depuis 2008, il est rédacteur-en-chef de Autonewsinfo.com,.

## Œuvres
- La Route du rhum, Flammarion, 1982 (coécrit avec Gérald Basseporte)[27]
- L'année Prost, Plon, 1985 (Photos : Bernard Bakalian)
- Drapeau rouge, Solar, 1992 (de Philippe Streiff avec Gilles Gaignault, Renaud de Laborderie, François-Xavier Magny)[28]
- Mémoires de passion - Un demi-siècle dans les paddocks, Éditions Glyphe, 2025  –  (ISBN 978-2-35815-350-8)

## Récompenses
- Homme de l’année des Trophées des Volants d’Or décernés par les lecteurs du magazine allemand Auto Bild et du tabloïd Bild am Sonntag en 1987[29]
- Trophée de la Passion, le 3 décembre 1987, récompense annuelle de l’Automobile magazine[15], remis par Michel Drucker.